# Susanna Zapreva
Susanna Zapreva, verheiratete Zapreva-Hennerbichler, geboren 1973 in Wien, ist eine österreichische Managerin der Energiewirtschaft.

## Leben
Von 1992 bis 1997 absolvierte sie ein Diplomstudium der Elektrotechnik an der Technischen Universität Wien, das sie an derselben Hochschule als Doktoratsstudium der technischen Wissenschaften fortsetzte und mit Auszeichnung im Jahr 2000 beendete. Von 2002 bis 2012 folgte ein Studium der Betriebswirtschaft an der Wirtschaftsuniversität Wien mit Diplomabschluss. Ihre Managementausbildung absolvierte sie an der Oxford University an der Said Business School. Parallel arbeitete sie von 1997 bis 2001 als Universitätsassistentin am Institut für Elektrische Anlagen der Technischen Universität Wien und war als selbständige Beraterin tätig.
Von 2011 bis März 2016 war Zapreva Mitglied der Geschäftsführung der Wien Energie GmbH. Zeitgleich saß sie im Aufsichtsrat der Burgenland Energie AG und der Energie Comfort GmbH. Darüber hinaus war sie von 2012 bis 2016 Vorstandsmitglied der Österreichischen Energieagentur.
Vom 1. März 2016 bis zum 31. Dezember 2023 war Zapreva Vorstandsvorsitzende der enercity AG. Auch in der Zeit in Hannover war sie neben ihrer Vorstandstätigkeit Mitglied in verschiedenen Aufsichtsräten. In Hannover hat sie den Umbau der kommunalen Wärmeversorgung (Stichwort: Wärmewende) und den Ausbau der erneuerbaren Energien und Elektromobilität stark vorangetrieben.
2019 erhielt die „herausragende Expertin in ihrem Fachgebiet mit umfangreichen Erfahrungen“ den Frauenpreis der TU Wien.
Seit Anfang 2024 ist sie Mitglied im Vorstand der Verbund AG, Österreichs größtem börsennotierten Energieunternehmen. Sie ist Aufsichtsratsmitglied der börsennotierten deutschen Unternehmen Salzgitter AG und PNE AG.

## Veröffentlichungen
- Transit- und Engpassmanagement in elektrischen Übertragungsnetzen im liberalisierten Markt, Wien, Techn. Univ., Diss., 2000.
- Energie- und Rohstoffsitutation als Basis der Wirtschaftsbeziehungen zwischen China und Afrika, Wien, Wirtschaftsuniv., Dipl.-Arb., 2013.
- Algorithmus zum Bestimmen der freien Transitkapazität in elektrischen Übertragungsnetzen, in: Elektrotechnik und Informationstechnik, 12.2000, H. 117.
- Zusammen mit Michael Heinrici: Ökostrom und grüne Wärme aus Wien, in: Erneuerbare Energien – Highlights in Österreich. Redaktion Ernst Scheiber und Rosi Hingsamer, Wien, 2010, S. 68–71.
- Zusammen mit Günther Brauner: Anforderungen an Tarifmodelle für Energietransite, in: 6. Symposium Energieinnovation, Graz, 2000.
- Zusammen mit Günther Brauner: Netzrückwirkungen von Windkraftanlagen, in: Elektrotechnik und Informationstechnik, 6.1997, H. 114.